# Leontosaure
El leontosaure (Leontosaurus vanderhorsti) és una espècie extinta de sinàpsid de la família dels gorgonòpids que visqué a Àfrica durant el Permià superior, fa entre 254,2 i 259,9 milions d'anys. Se n'han trobat restes fòssils a les províncies sud-africanes del Cap Occidental, Cap Oriental i Cap Septentrional. És l'única espècie reconeguda del gènere Leontosaurus. Era un gorgonop de grans dimensions, amb el crani de 40 cm de llargada a la base, i mancava de dents postcanines al maxil·lar inferior. Presenta una combinació de caràcters que es veuen en altres rubidgeïns.